# Abel-Quartett
Das Abel-Quartett war eine im Jahr 1928 gegründete Musikgruppe. Benannt ist sie nach ihrem Begründer, dem ungarischen Dirigenten und Komponisten Paul Abel (ungarisch Ábel Pál).

## Geschichte
Das zur Gänze aus Ungarn bestehende Vokalensemble nahm in Deutschland noch vor den Comedian Harmonists Jazzgesang im Stile der amerikanischen Gruppe The Revelers auf. Das Abel-Quartett bestand aus Jenő Vigh (erster Tenor, 1894–1960), József Balassa (zweiter Tenor, 1893–1945), Rezső Feleki, (Bariton, 1900–1981) und Imre Révész (Bass, 1888–1967). Bis Ende 1929 war Paul Abel Leiter und Pianist der Gruppe, für die er auch die Arrangements schrieb und die bald von verschiedenen Plattenfirmen engagiert wurde, um Kabarettchansons vorzutragen oder synkopierte Refrains zu Tagesschlagern zu singen. Sie traten sowohl mit Paul Abels Klavierbegleitung als auch zusammen mit bekannten deutschen Orchestern in Erscheinung, so zum Beispiel mit den Orchestern von Oscar Joost, Emil Roosz, Paul Godwin oder Marek Weber.
Ende 1929 verließ Paul Abel die von ihm gegründete Gruppe, weil es zu Streitigkeiten über die Verteilung der Gagen gekommen war. Er gründete ein neues Ensemble, mit dem er im Februar 1930 am Wiener Kabarett Simplicissimus gastierte, danach hatte die Gruppe ein mehrmonatiges Engagement am Theater an der Wien, wo sie in Bruno Granichstaedtens Jazz-Operette Reklame auftrat. Mit der Berliner Gruppe (bzw. ihrem Plattenlabel) führte Abel einen Rechtsstreit vor dem Berliner Landgericht, da seine ehemaligen Sänger weiter den bekannten und gut eingeführten Namen „Abel-Quartett“ benutzen wollten.
Ab Januar 1930 benutzten die Original-Abels den Namen „Five Songs“. Auf Schallplatten und in der Werbung werden sie oft als die „Original-Abels“ bezeichnet. Bereits seit Ende 1929 hatte der ebenfalls aus Ungarn stammende István Kardos die musikalische Leitung der Gruppe übernommen. Paul Abel trat bis Februar 1931 mit seiner neuen Gruppe als „Paul Abel und seine Jazz-Sänger“ in Erscheinung, dann nahm er eine Stellung als Dirigent und Arrangeur bei der Plattenfirma Durium an. Sein neues Quartett tauchte in den Jahren 1931 und Anfang 1932 unter dem Namen „Abels“ auf dem Label Kristall auf, nun unter Leitung von Rudolf Goehr. Dieses Quartett ist identisch mit den „Melody Gents“.
Für den Film Ekstase mit Hedy Lamarr nahmen die Five Songs das Lied „Weinen, weil die Liebe dir Leid getan...“ auf, für Es war einmal ein Walzer Anfang 1932 den Titel „Wo steckst du Mädel mit dem süßen Profil“.
Im Mai 1932 verließ István Kardos die Five Songs, um sein eigenes Ensemble, die Kardosch-Sänger, zu gründen, woraufhin Rudolf Goehr von den Melody Gents zu den Five Songs (den Original-Abels) wechselte. Ab Mitte 1932 erscheinen die Five Songs wieder als „Die Abels“ auf Kristall, d. h. ab diesem Zeitpunkt hört man auf Kristall wieder die Original-Abels.
Wohl Anfang 1933 verließen Balassa, Feleki, Révész und Vigh Berlin nach der Machtergreifung der Nationalsozialisten um in ihre Heimat zurückzukehren, da alle vier Juden waren. Goehr, ebenfalls jüdischer Abstammung, ging ins Exil nach Paris. Die letzten bisher bekannten Aufnahmen unter dem Namen Five Songs waren die Paul-Abraham-Kompositionen „La bella Tangolita“ und „Es ist so schön am Abend bummeln zu geh'n“ auf Electrola EG 2737 im Januar 1933, die Gruppe erschien jedoch noch im Februar 1933 als anonymes Gesangsquartett auf zwei Aufnahmen mit Kurt Mühlhardt: „Grete ging im Wald spazieren“ (auf Kristall 7022 und 7023) und „Kikeriki“ (Kristall 7022).
In Budapest gründeten Révész, Balassa und Vigh zusammen mit dem Pianisten György Gerő die Triumph Együttes. Die Ehefrauen von Feleki und Gerő fielen dem Holocaust zum Opfer. Nach dem Krieg war Vigh als Musikkritiker, Autor und Journalist tätig, Révész arbeitete als Kantor und Gesangslehrer und kehrte nach Deutschland zurück, Feleki arbeitete als Sänger, Kantor und Gesangslehrer in Budapest. 
2021 sind die Abels zusammen mit den Weintraub Syncopators mit dem Titel „Immer wenn ich glücklich bin“ mehrmals in dem Film „Fabian – Der Gang vor die Hunde“ nach dem gleichnamigen Roman von Erich Kästner zu hören. Die Aufnahme stammt vom Januar 1933.

## Wiederveröffentlichungen
- Rivalen der Comedian Harmonists. Warum, weshalb, wieso? Duophon Records CD 01423, 1998, darauf Track 3: Die Abels, „Er ist nur Barspieler“. Die Kardosch-Sänger sind mit 7 Liedern vertreten: „Dir möcht ich mich gerne anvertraun“, „Warum, weshalb, wieso?“, „Wissen sie schon?“, „Guten Abend, schöne Frau“, „Käti!“, „In Turkestan“ und „Wenn der Bobby und die Lisa“.
- Hallo 1930: Die Kult-Megabox. 4 CDs, Label: Carlton, Bestellnummer: 8372453. 1. Februar 1998, enthält als Track 31 „Die Abels, Gesangsquartett: Bimbambulla“.
- Frivole Lieder: Perlen der Kleinkunst. 2 CDs, Label: Documents, Bestellnummer: 5671946. 1. Januar 2008, enthält als Track 9 „Die Abels: Susann du hast ja fast gar nichts mehr an“.
- Sinfonie der Sterne – Die zwanziger Jahre. 1 CD, Label: BCD, Bestellnummer: 4158615. 12. Juli 2001, enthält als Track 25 „Gesangsquartett ‚Die Abels‘: Sellerie“.
- Wir flüstern… 1 CD, Label: Ultraphon, Bestellnummer: 7746793. 27. März 2009, enthält als Track 3 „5 Songs: Flüstern in der Nacht“, als Track 4 „Die Abels: Was hältst du von Veronika?“, als Track 6 „Die Abels: Bimbambulla“, als Track 11 „5 Songs: Schmetterlingshochzeit“, als Track 16 „Kardosch-Sänger: Die Sonja vom Ural“ und als Track 19 „Die 5 Abels: Ich steh mit Ruth gut“.[18]

## Audiobeispiele
- Täglich Musik (Fünf von der Jazzband) – YouTube
- 5 Songs (Die Original Abels-Sänger), Ich hab' kein Auto, ich hab' kein Rittergut, Slowfox, 1929 – YouTube
- Die Abels – Susann, Du hast ja fast nichts mehr an (1928) – YouTube
- Ich steh mit Ruth gut – Die Abels – YouTube
- Five Songs, Schmetterlingshochzeit – YouTube
- Wo steckst du Mädel mit dem süßen Profil – YouTube (Aus dem Film Es war einmal ein Walzer)
- Weinen weil die Liebe dir Leid gebracht – Die Five Songs – YouTube (Aus dem Film Ekstase)

- Eilali, eilali, eilala, „Die Abels“, Männerquartett, November 1928
- Orchester Lewis Ruth mit Gesang von den Five Songs: Wenn ich einmal traurig bin
- Irgendwo auf der Welt, Abel-Quartett, am Flügel Rudolf Goehr
- Öt Ábel együttes – Engem szeress
- Ins blaue Leben. Paso doble a. d. UFA-Tonfilm Das schöne Abenteuer (Ralph Erwin, Text: Fritz Rotter) Ufaton Jazz Orchester unter persönl. Ltg. von Ralph Erwin, mit deutschem Gesang: Richard Fritz Wolf und „The Five Songs“. Grammophon 24 660-B
- Wenn ich einmal traurig bin (Reisfeld & Marbot) Jack Hylton and his Boys mit Quartettgesang (Five Songs). Refrain: Paul Dorn. Grammophon 24 841-B
- Schlaf, mein Liebling / Good Night Sweetheart (Ray Noble) Billy Barton Jazzorchester, Gesang: Die 5 Songs. Telefunken A 1048 (mx. 18 223). Aufnahmejahr: 1932
- Wenn ich sonntags in mein Kino geh'. Slowfox aus dem Tonfilm Ich bei Tag und Du bei Nacht (Heymann-Gilbert) Oscar Joost und sein Orchester, Gesang: Quartett (uncredited: Abel-Quartett) Kristall Nr.3321 (mx. C 2423) (1932).
- Einmal schafft's jeder. Das Abel-Quartett auf dem Label „Week-End“ von Lászlo Mocsányi und Tibor Lakos (The Two Jazzers).
- Ich steh' mit Ruth gut, 1928
- La Bella Tangolita, Januar 1933, mit dem Orchester Marek Weber
- Triumph Együttes: Pesti lány (1937)
- Triumph Együttes: Ha-csa-csa (1935)